# حجنب (يريم)

تعديل مصدري - تعديل

حجنب محلة تابعة لقرية الركب، التابعة لعزلة خودان بمديرية يريم إحدى مديريات محافظة إب في الجمهورية اليمنية.، بلغ تعداد سكانها 49 حسب تعداد اليمن لعام 2004.